# Caccobius pulicarius
Caccobius pulicarius är en skalbaggsart som beskrevs av Edgar von Harold 1875. Caccobius pulicarius ingår i släktet Caccobius och familjen bladhorningar. Inga underarter finns listade.